# Eupithecia holmi
Eupithecia holmi là một loài bướm đêm trong họ Geometridae.